# Plectranthinae
Plectranthinae, podtribus biljaka iz porodice usnatica, dio tribusa Ocimeae. Sastoji se od 9 rodova od kojih je najznačajniji tipični rod harfa grm (Plectranthus).

## Opis
Zeljasto bilje ili grmlje. Cvat je neodređeni tirs s cimama sjedećim ili na peteljkama, bez brakteola, rijetko s malim ili listopadnim brakteolama; brakteje postojane ili listopadne, rijetko obojene. Čaška obično s jednokrilnom stražnjom usnom i 4-režnjevitom prednjom usnom, ponekad aktinomorfna i redovito 5-režnjevita. Vjenčić snažno dvousan, rijetko aktinmorfan ili subaktinomorfan (Tetradenia), prednja usna konkavna do oblika kapuljače, rjeđe ravna. Prašnici spušteni, rijetko rašireni (Tetradenia), izbočeni, sprijeda i straga pričvršćeni uz grlo vjenčića (odvojeni kod tetradenije). Disk je obično 4-režnjevit, režnjevi se izmjenjuju s oraščićima. Oraščići s malom neupadljivom areolom. 

## Rodovi
1. Alvesia Welw. (3 spp.)
2. Aeollanthus Mart. ex Spreng. (44 spp.)
3. Tetradenia Benth. (20 spp.)
4. Thorncroftia N. E. Br. (6 spp.)
5. Plectranthus L´Hér. (77 spp.)
6. Capitanopsis S. Moore (6 spp.)
7. Equilabium Mwany., A.J.Paton & Culham (42 spp.)
8. Coleus Lour. (304 spp.)
9. Paralamium Dunn (1 sp.)